# Maarten Tromp
Pour les articles homonymes, voir Tromp.
Maarten Tromp, né le 23 avril 1598 à Brielle et tué au combat le 10 août 1653 à la bataille de Schéveningue, est un amiral de la marine de la république des Provinces-Unies et héros du folklore néerlandais.
Tromp est un des amiraux les plus célèbres de l'histoire néerlandaise. Pendant la guerre de Quatre-Vingts Ans, il défait une importante flotte espagnole, marquant ainsi la fin de la puissance maritime espagnole. Tromp commande également la flotte néerlandaise lors des grandes batailles de la première guerre anglo-néerlandaise.

## Biographie

### Origines et jeunesse
Né à Brielle le 23 avril 1598, Maarten Harpertszoon Tromp est le fils ainé d'Harpert Maertensz, un officier servant sur l'un des premiers man'o'war Olifantstromp, à partir du nom duquel le nom de famille « Tromp » est dérivé, ce dernier apparaissant pour la première fois dans des documents officiels en 1607. Sa mère lavait les chemises des marins pour procurer un revenu supplémentaire à la famille. À l'âge de neuf ans, Tromp prit la mer avec son père et participa à la bataille de Gibraltar en 1607.
Trois années plus tard, son père ayant été démis de son commandement à la faveur d'une réorganisation de la marine, ils naviguaient ensemble sur un navire marchand ayant pour destination la Guinée en Afrique, lorsqu'ils sont attaqués par sept navires sous les ordres du pirate anglais Peter Easton. Au cours de l'affrontement, le père de Maarten est tué par un boulet de canon. Selon la légende, le jeune garçon de 12 ans rallie l'équipage du bateau en criant : « Ne vengerez-vous donc pas la mort de mon père ? ». Mais les pirates le capturèrent et le vendirent au marché aux esclaves de Salé. Deux ans plus tard cependant Easton, ayant pitié du jeune garçon, ordonna son rachat.
Libéré, il travaille dans un chantier naval de Rotterdam afin de nourrir sa mère et ses trois sœurs. À 19 ans, il embarque à nouveau dans la marine marchande, et trois ans plus tard il est capturé cette fois-ci par les corsaires de Barbarie au large de Tunis. Il est retenu en tant qu'esclave jusqu'à l'âge de 24 ans. Ses aptitudes en navigation et en artillerie impressionnent le bey de Tunis et Jack Ward, qui lui propose d'intégrer sa flotte. Devant le refus du jeune Maarten Trom, le bey davantage impressionné encore, le laisse partir en homme libre.

## Carrière militaire
Il rejoint la marine néerlandaise en juillet 1622, entrant au sein de l'Amirauté de la Meuse, basée à Rotterdam, en tant que lieutenant. Le 7 mai 1624, il épouse Dignom Cornelisdochter de Haes, la fille d'un marchand ; la même année, il devient capitaine d'un aviso, le St. Antonius. Son premier fait d'armes a lieu sous le commandement du luitenant-admiraal Piet Hein, alors qu'il sert comme capitaine de pavillon sur le Vliegende Groene Draeck, durant la bataille qui oppose la marine néerlandaise aux corsaires d'Ostende en 1629 au cours de laquelle Hein est tué.
L'année suivante, en 1630, Tromp est nommé capitaine à l'initiative du stathouder Frédéric-Henri, et connaît plusieurs victoires contre les corsaires dunkerquois à la tête de son escadre, toujours à bord du Vliegende Groene Draeck. En récompense de ses services, il reçoit quatre chaînes en or, mais ses promotions s'arrêtent là. Le Vliegende Groene Draeck s'échoue et de nouveaux vaisseaux sont construits pour les officiers généraux, alors que Tromp est relégué sur le vieux Prins Hendrik. Déçu et triste, après la mort de sa femme en 1633, Tromp quitte la marine néerlandaise en 1634 pour quelques années, il devient diacre et se remarie le 12 septembre 1634 avec Alijth Jacobsdochter Arckenboudt, la fille d'un riche échevin et percepteur d'impôts à Brielle.
Il est promu au rang de luitenant-admiraal des flottes de Hollande et de Frise occidentale en 1637 après que le luitenant-admiraal Philips Van Dorp (de) et d'autres officiers généraux aient été limogés pour incompétence. Bien qu'officiellement sous les ordres de l'amiral général Frédéric-Henri d'Orange-Nassau, il exerce en réalité les fonctions de commandant suprême de la flotte néerlandaise, le stathouder ne combattant jamais en mer.
En 1639, dans le cadre de la guerre de Quatre-Vingts Ans, Tromp défait une importante flotte espagnole au large des Flandres, lors de la Bataille des Dunes, marquant ainsi la fin de la puissance maritime espagnole. Le 18 septembre 1639, dans un affrontement précédant la bataille, Tromp utilise pour la première fois la tactique de la ligne de bataille. Son navire amiral durant cette période est l'Aemilia (en).

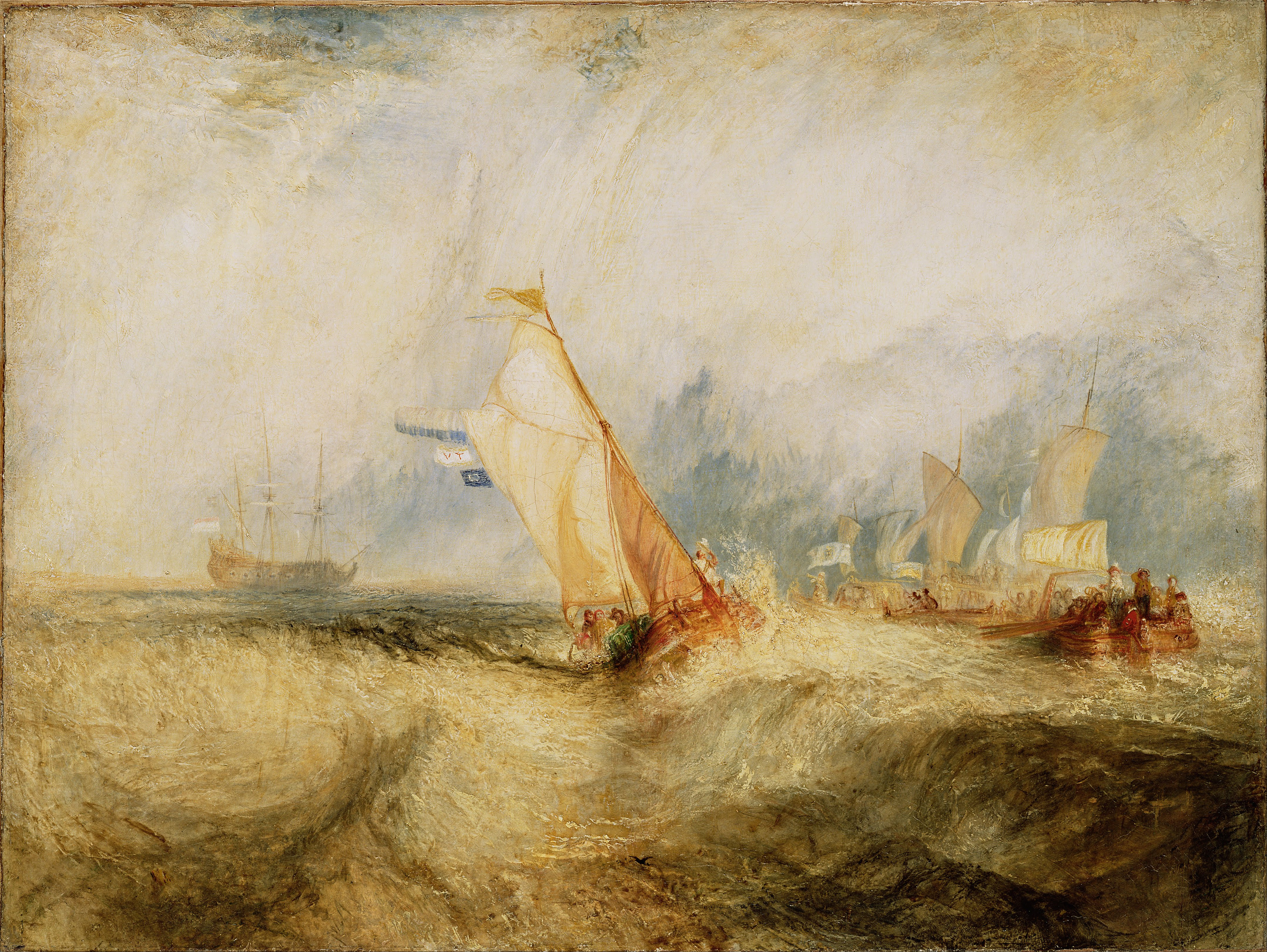
Van Tromp, prêt à satisfaire
ses maîtres, fend la mer et les vagues
William Turner, 1844
Getty Museum, Los Angeles.

Le peintre anglais William Turner en 1831, représente sa flotte en 1645 dans un tableau intitulé Barge de l'amiral van Tromp entrant dans le Texel en 1645. Cette huile sur toile est conservé au Sir John Soane's Museum à Londres. Mais Turner reprend la même composition dans un tableau qui fait probablement référence à son fils Cornelis. Celui-ci avait défié l'autorité de la Marine. Réalisé en 1844, intitulé Van Tromp, prêt à satisfaire ses maîtres, fend la mer et les vagues, il est conservé au Getty Museum à Los Angeles.

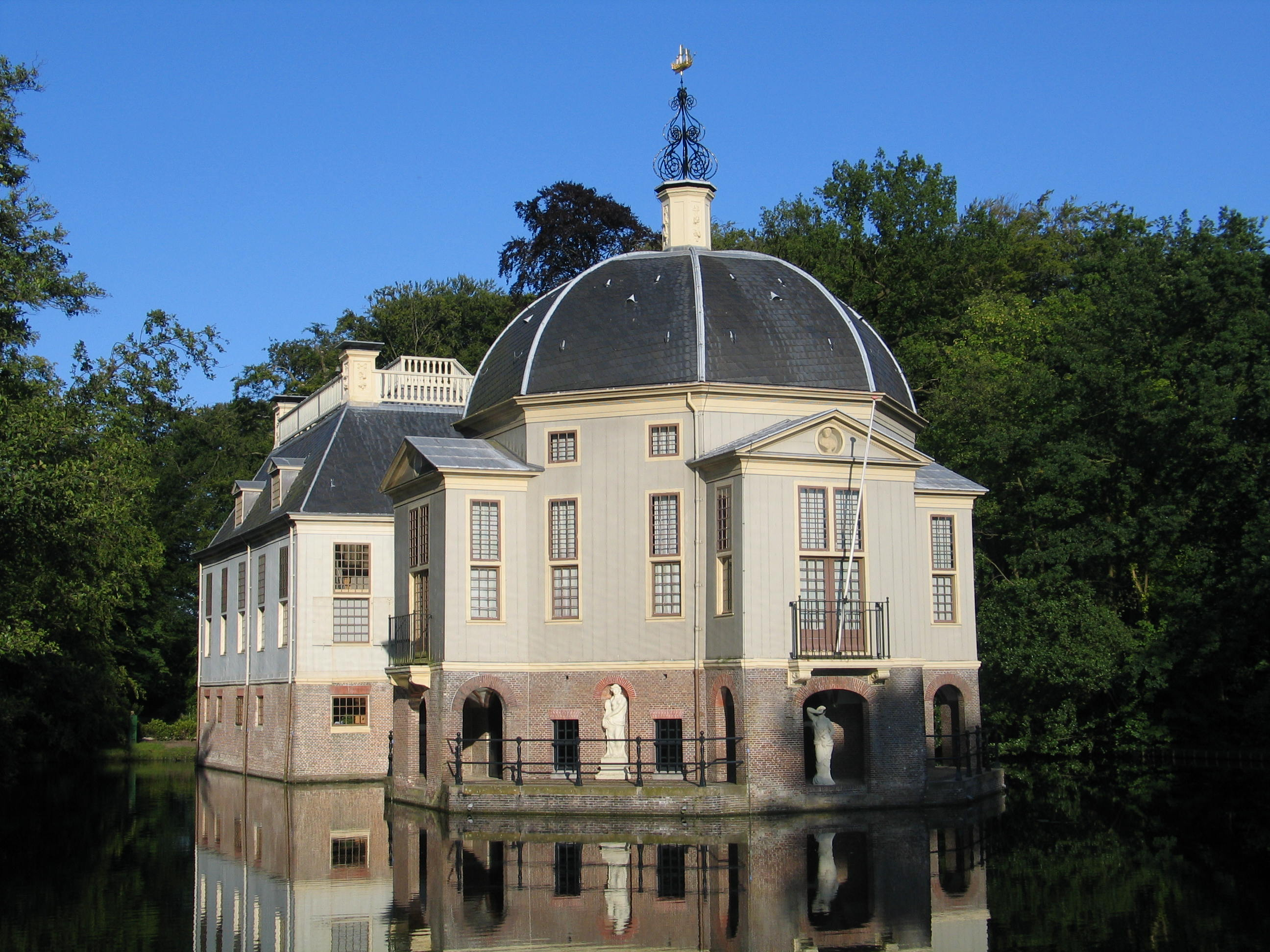
Le domaine de Trompenburgh dans le village de 's-Graveland, au sud-est d'Amsterdam, buitenplaats construite en 1672 par Daniël Stalpaert pour le fils de Maarten Tromp, l'amiral Cornelis Tromp.

Durant la première guerre anglo-néerlandaise de 1652-1653, Tromp commande la flotte dans les batailles de Dungeness, Portland, Gabbard, Schéveningue. Durant cette dernière, il est tué par un tireur d'élite depuis le gréement du  vaisseau de l'amiral Penn. Pour ne pas démoraliser le reste de la flotte, son commandant en second sur le Brederode, Egbert Bartholomeusz Kortenaer, ne fit pas abaisser l'étendard de Tromp afin de cacher sa mort.
La mort de Maarten Tromp n'est pas seulement un coup dur porté à la Marine néerlandaise, mais également au parti orangiste qui espérait une défaite du Commonwealth d'Angleterre et la restauration de la monarchie Stuart ; l'influence républicaine se renforce après Schéveningue, conduisant aux négociations de paix avec Commonwealth, et à la signature du traité de Westminster en 1654.
Pendant sa carrière, son principal rival est le vice-admiraal Witte de With, qui sert aussi au sein de l'Amirauté de Rotterdam à partir de 1637. De With le remplace temporairement en tant que commandant suprême lors de la bataille de Kentish Knock. Le successeur de Tromp est le luitenant-admiraal Jacob van Wassenaer Obdam.
Il est inhumé dans la Vieille Église de Delft.

## Descendance

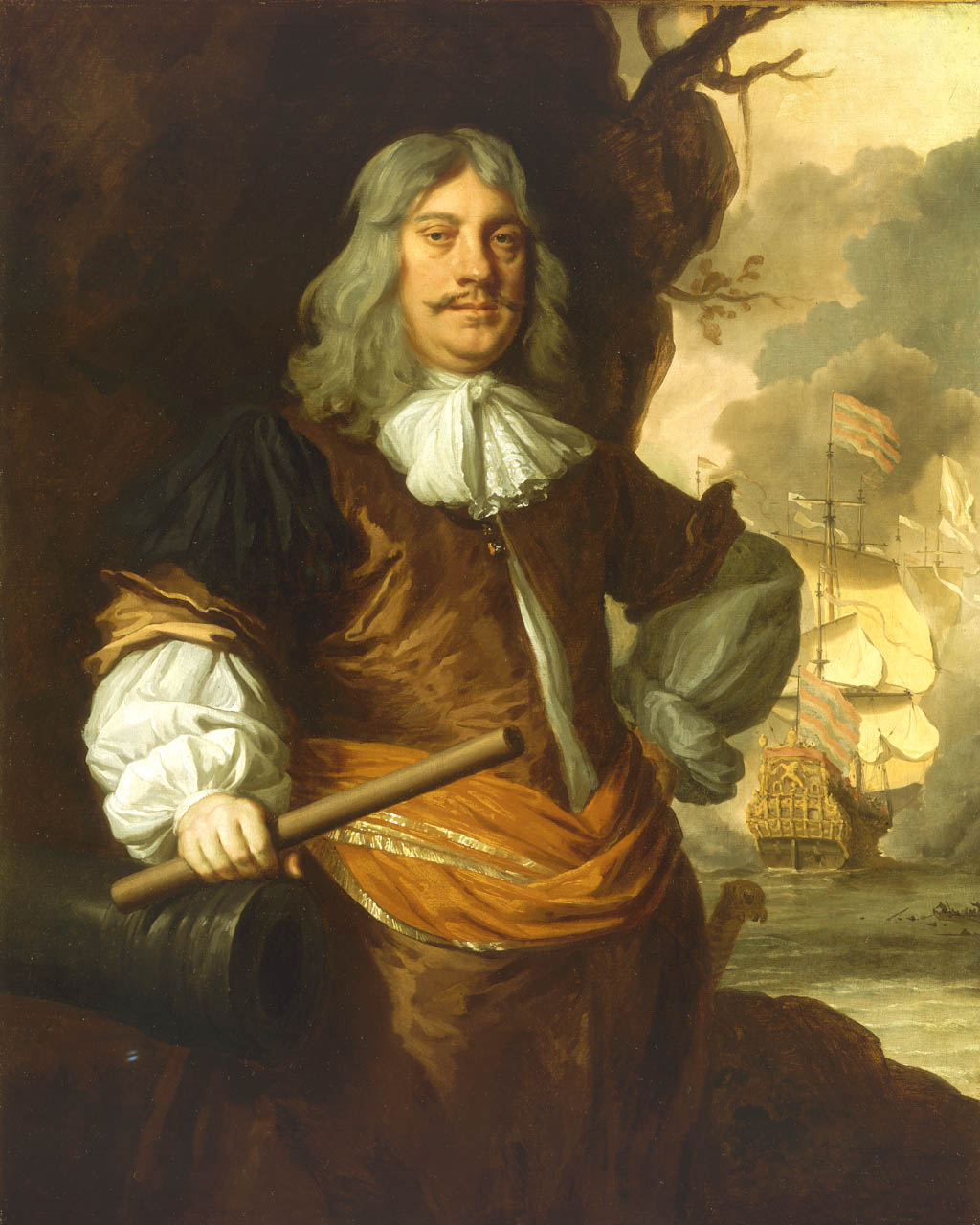
Cornelis Tromp, 1629-1691 par Sir Peter Lely, peint v. 1675.

- Son fils, Cornelis Tromp (1629-1691), est également amiral des flottes des Provinces-Unies et du Danemark.
- Il eut également une fille Johanna Maria, qui vécut dans une maison de campagne située au nord d'Helmond, anciennement abbaye de Binderen. Femme de goût, et ayant une aisance financière certaine, elle meubla l'endroit avec un luxe raffiné et ostentatoire. On pouvait y admirer 181 peintures et l'intérieur était décoré de nombreux tapis, de dentelles, de porcelaines et possédait une bibliothèque d'environ 150 ouvrages[4].

## Honneurs et postérité
Tromp, « héros des mers », était immensément populaire au sein du peuple néerlandais, un sentiment exprimé par l'un des plus grands poètes, Joost van den Vondel dans un poème décrivant son monument funéraire de marbre à Delft montrant l'amiral au moment de sa mort avec la flotte anglaise brûlant derrière lui.
Dans l’histoire de la marine des Pays-Bas plusieurs vaisseaux ont été appelés Admiraal Tromp, en son honneur.

## Légendes
Dans les histoires traditionnelles anglaises, Tromp est souvent appelé à tort « Van Tromp ». La légende veut qu'après sa victoire à Dungeness, Tromp ait attaché un balai à son mât pour symboliser le fait qu'il avait chassé les Anglais de la mer. Cette même légende veut que l'année suivante, l'amiral anglais Blake ait attaché à son mât un fouet pour symboliser le fait qu'à son tour il avait chassé les Néerlandais. Toutefois, rien ne permet de prouver la véracité de ces faits.
Cette légende a inspiré la chanson The Admiral's Broom (français : Le balai de l'amiral), au baryton australien Peter Dawson.